# Hollenbusch
Hollenbusch ist ein Ortsteil von Uckerath auf dem Stadtgebiet Hennef (Sieg).

## Lage
Der ehemalige Weiler liegt in einer Höhe von 205 bis 220 Metern über N.N. auf den Hängen des Westerwaldes im Westen von Uckerath.

## Geschichte
1910 gab es in Hollenbusch die Haushalte Hausierer Heinrich Leyendecker, Briefträger Josef Miebach, Ackerer Adolf Müller, Ackerer Gerhard Schumacher, Fabrikarbeiter Karl Schumacher und Ackerer Theodor Schumacher. Damals gehörte der Ort zur Gemeinde Uckerath.